# Tmesisternus adspersus
Tmesisternus adspersus là một loài bọ cánh cứng trong họ Cerambycidae.